# چارلز ینکینز سینیور
چارلز ینکینز سینیور (انگلیسی: Charles Jenkins Sr.؛ زادهٔ ۷ ژانویه ۱۹۳۴) دونده اهل ایالات متحده آمریکا است.
وی در مسابقات کشوری و بین‌المللی در مجموع برندهٔ ۲ مدال طلا شده‌است.